# جک هیل
جک هیل یک کارگردان فیلم اهل ایالات متحده آمریکا است.